# Ernst Hugo Heinrich Pfitzer
Ernst Hugo Heinrich Pfitzer (26 de marzo de 1846-3 de diciembre de 1906), fue un botánico, micólogo, pteridólogo, algólogo alemán, profesor de Botánica en la Universidad de Heidelberg en Alemania.

## Biografía
Pfitzer fue desde un principio seguidor y defensor de la sistemática de Carlos Linneo.

En 1871 estableció correspondencia con Charles Darwin.

Creó en 1886 el género Paphiopedilum (el nombre procede del griego "Paphia", de "Paphos", epíteto de "Venus" y "pedilon" = "sandalia" o "zapatilla" aludiendo a la forma del labelo como una zapatilla), perteneciente a la familia Orchidaceae.

Pfitzer describe y establece en 1888 el género Eulophidium, un género pequeño, perteneciente a la familia de las orquídeas (Orchidaceae), que se encuentran en el África tropical y Madagascar con una especie en Brasil.

En 1888 Pfitzer, establece el género Scaphosepalum, cuya especie tipo es Scaphosepalum ochtodes.

Pfitzer revisa el género de orquídeas Phragmipedium en 1903, y establece cinco alianzas o secciones. También en ese mismo año hace una revisión del género Paphiopedilum, por él establecido en 1886.

## Honores
- (Orchidaceae) Pfitzeria Senghas[1]

## Obras
- Untersuchungen über Bau und Entwickelung der Bacillariaceen (Dintoniaceen). // Bot. Abhandl. aus dem Gebiet der Morphologie und Physiologie, herausgegeben von J. Hanstein. 2. Heft. Bonn 1871. H. 2. pp. 1-189.
- Die Bacillariceen (Diatomaccen). // Schenks Handbuch der Botanik.
- Grundz ü ge der vergleichenden Morphologie der Orchideen. — Heidelberg, 1882; con 4 tabl.
- Über ein Härtung und Färbung vereinigendes Verfahren für die Untersuchung des plasmatischen Zell-leibes. // Ber. d. Deutsch. Botan. Gesellschaft. Vol. 1. 1883.
- Entwurf einer natürlichen Anordnung der Orchideen. — 1887.
- Orchidaceae-Pleonandrae. 1903

- La abreviatura «Pfitzer» se emplea para indicar a Ernst Hugo Heinrich Pfitzer como autoridad en la descripción y clasificación científica de los vegetales.[2]